# Balair
Balair war der Name mehrerer Schweizer Fluggesellschaften. Die erste existierte von 1925 bis 1930, die zweite ab 1953, von 1972 bis 1993 bzw. 1995 als Swissair-Tochter, eine weitere von 1997 bis 2001 erneut als Swissair-Tochter.

## Geschichte

### Die erste Balair ab 1925

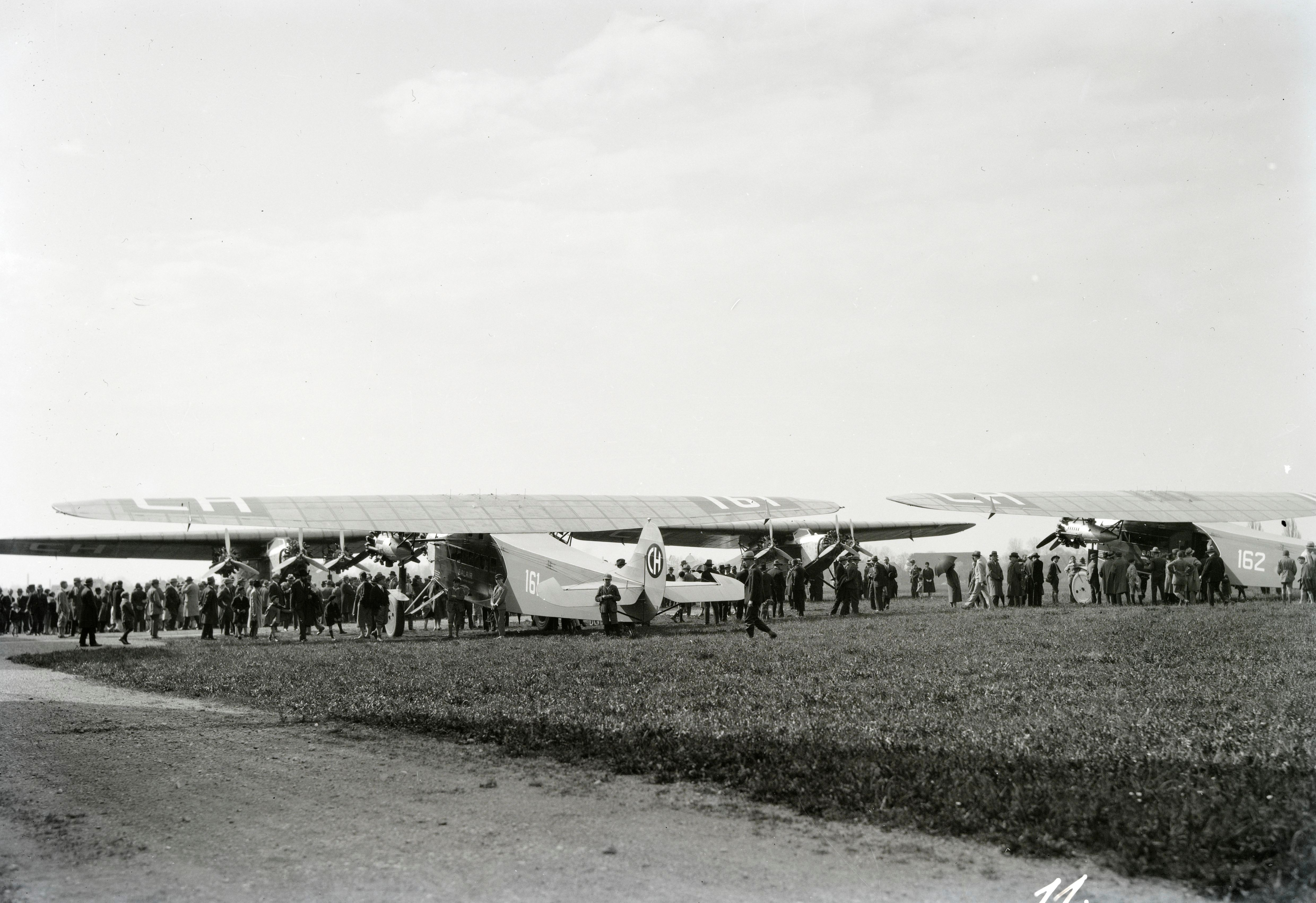
4 Flugzeuge Fokker F VII der Balair, vermutlich in Basel-Birsfelden

1925 gründeten Alphonse Ehinger (Präsident), Paul Joerin, Robert Labhardt, Friedrich Schwarz und Rudolf Speich am 2. September die Basler Luftverkehrs-Aktiengesellschaft. Die Gesellschaft nahm mit einer von der Badisch-Pfälzischen Luftverkehrs AG gekauften Fokker Grulich F.II mit Piloten jener Gesellschaft den Flugverkehr auf. Die erste Linie führte im Oktober 1925 von Basel nach Freiburg im Breisgau und Mannheim. Am 1. April 1926 wurde die Gesellschaft in Basler Luftverkehrs AG, kurz Balair umbenannt, wobei auf den französischen Namen der Stadt Basel, Bâle, zurückgegriffen wurde. Balz Zimmermann wurde der Direktor der Gesellschaft. Die Balair wuchs rasch – 1929 wurde der Flugplatz Basel-Sternenfeld als (damals noch) grösster Flugplatz der Schweiz von neun Linien (u. a. aus La Chaux-de-Fonds, Zürich, Genf–Lyon oder Karlsruhe und Frankfurt am Main) direkt angeflogen.
Wegen der Weltwirtschaftskrise mussten die Basler Balair und die Zürcher Ad Astra Aero auf Druck des Eidgenössischen Luftamtes am 1. Januar 1931 zur Swissair fusionieren. Die grössere Balair übernahm dabei die ältere Ad Astra. Dass dennoch Zürich zum Sitz der Swissair erkoren wurde, lag an den besseren wirtschaftlichen Aussichten.
Während ihres Bestehens flog die Balair über 18'000 Passagiere, 320 Tonnen Fracht und gut 143 Tonnen Post. Geflogen wurde nur im Sommerhalbjahr. Finanziert wurde sie v. a. mit Bundessubventionen und vom Posttransport für die schweizerischen PTT-Betriebe.

### Die zweite Balair in den 1950er- bis 1980er-Jahren

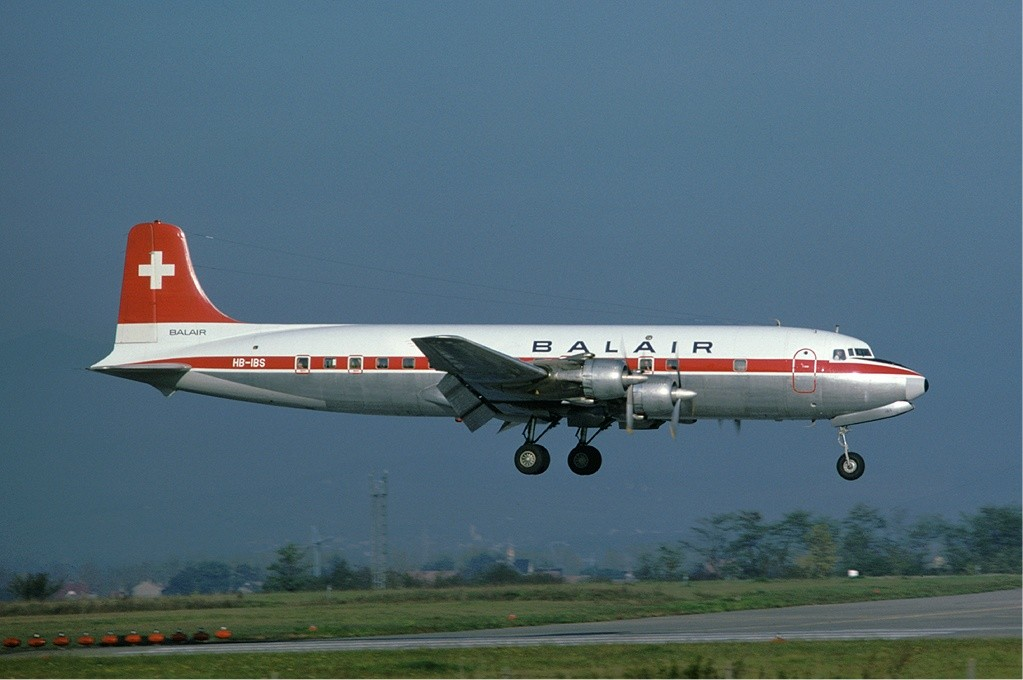
Eine Douglas DC-6 der Balair, 1976

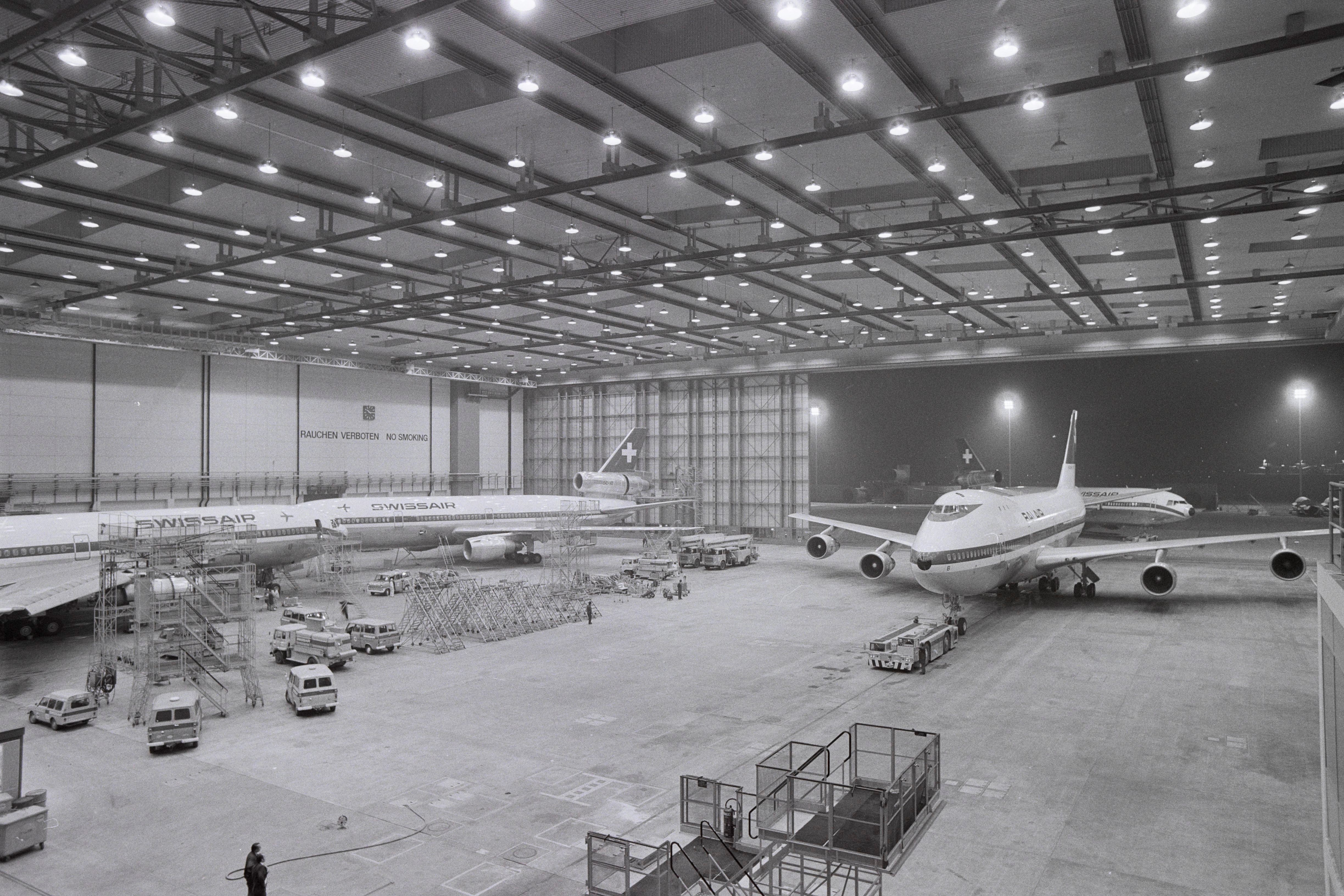
5. November 1975: Für einen Tagesausflug von Verwaltungsrat, Aktionären und geladenen Gäste wurde auf dem gecharterten Swissair-Jumbo links ein Balair-Schriftzug angebracht.

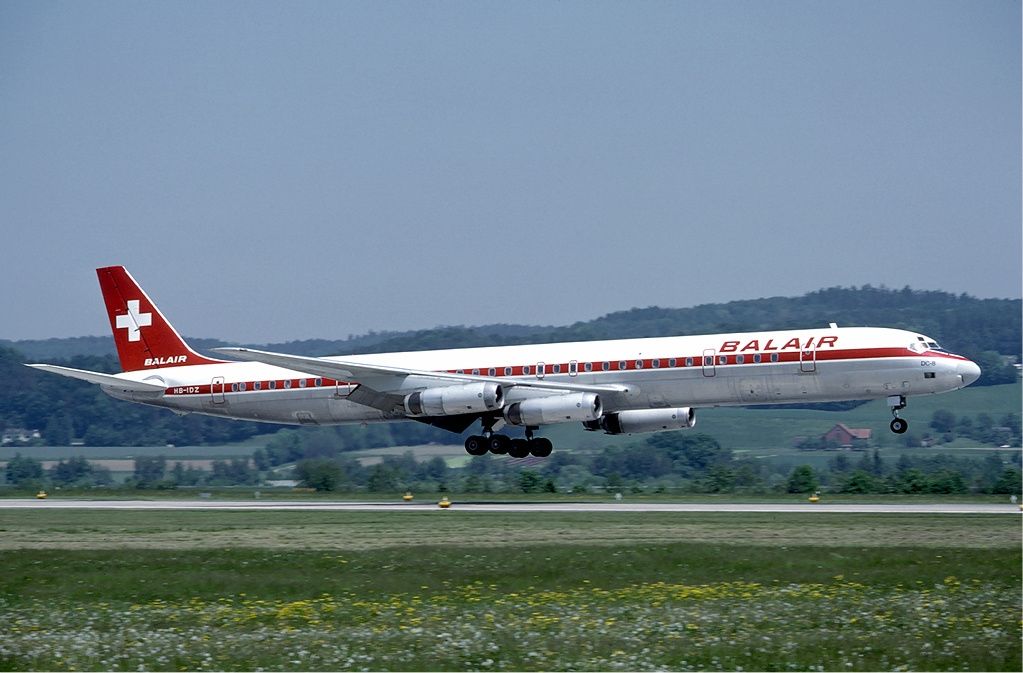
Eine Douglas DC-8-63 der Balair, 1985

Die zweite Balair wurde im Januar 1953 gegründet. Das Basler Stimmvolk stimmte am 5. Oktober 1952 der Gründung einer Aktiengesellschaft zu. Hans Peter Tschudin wurde als erster Präsident gewählt.
Die Balair konzentrierte sich in den ersten Jahren auf die Flugschulung und den Flugzeugunterhalt sowie die Abfertigung der Swissair-Maschinen auf dem Flugplatz Basel-Mulhouse. 1957 fand der Einstieg ins Chartergeschäft mit zwei Vickers 610 Viking statt. 1959 erwarb die Swissair eine 40-prozentige Beteiligung an der Balair. Die Flotte wurde um zwei DC-4 der Swissair aufgestockt. Für die Biafra-Hilfe der Organisation Joint Church Aid setzte Balair auch Boeing C-97 Stratofreighter ein.
Im Jahr 1965 wurden erstmals Flugzeuge für die Swissair im Linienverkehr nach Bern und Basel eingesetzt, nachdem die Swissair ihre DC-3 aus dem Verkehr genommen hatte; zum Einsatz kam eine von der Swissair gemietete Fokker F-27 auf den Strecken Basel-Genf-Bern-Zürich sowie von Basel nach Frankfurt und London. Zu diesem Zeitpunkt bestand die Flotte aus drei DC-6B, zwei Fokker und dem für die Swissair auf der Strecke nach London eingesetzten DC-4 Frachter.
Im Jahr 1972 erwarb die Swissair die Mehrheitsbeteiligung und 1979 bestand die Flotte aus einer DC-6, einer DC-9, zwei DC-8 und einer neu hinzugekommenen DC-10 (Kennzeichen HB-IHK).
Ziele während der Winterzeit waren unter anderem Mombasa, Rio de Janeiro, Colombo (Sri Lanka), New York und Los Angeles. Sehr oft waren die Flugzeuge der Balair im Auftrag des IKRK in Krisengebieten unterwegs. Eine Fokker F-27 wurde im Auftrag der Vereinten Nationen betrieben. Mit der DC-6 HB-IBS verfügte die Balair über den letzten viermotorigen Propliner der Schweiz. Die Maschine wurde nach Kanada verkauft und fliegt dort als Löschflugzeug.
Durch die Konzentration auf die Langstrecke konnte aber die Muttergesellschaft Swissair nicht wie gewünscht profitieren, so konnte zum Beispiel die Gesellschaft wegen zu hoher Auslastung ihrer Flugzeuge die Swissair nicht bei Bedarf entlasten. Die als kleine Swissair konzipierte Fluggesellschaft arbeitete zudem nicht effizient.

### Balair-CTA in den 1990er-Jahren

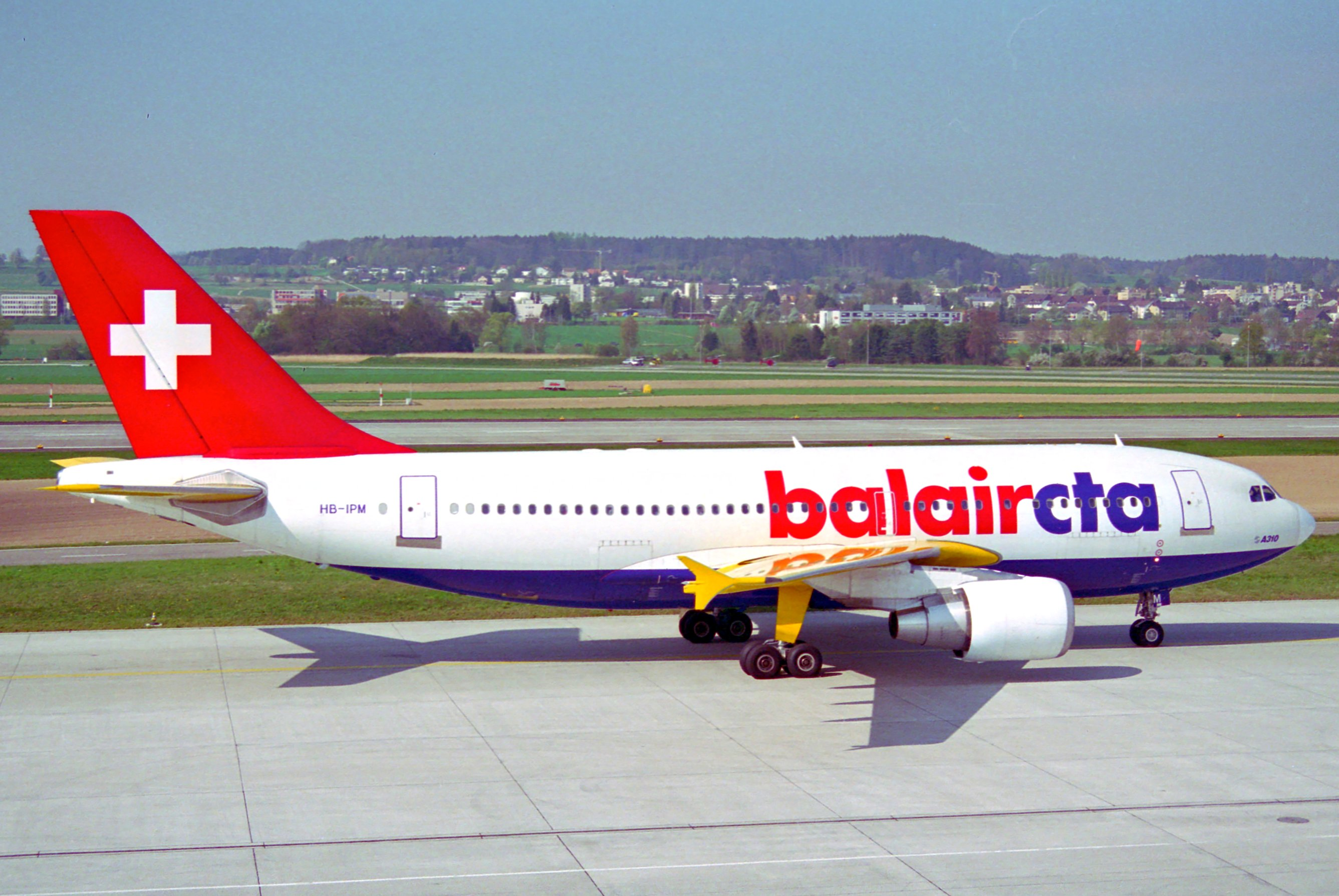
Ein Airbus A310-300 der Balair-CTA, 1997

Später wurden unter dem Namen Balair Charterflüge der Swissair durchgeführt, 1993 wurden die beiden Chartertöchter Balair und CTA – Compagnie de Transport Aérien mit Sitz in Genf zur Balair-CTA fusioniert. Politisch bedingt, verblieben das Rechtsdomizil der Firma in Genf und die Buchhaltung in Basel, während die operationelle Basis nach Zürich verlegt wurde.
Trotz Restrukturierung und Massenentlassungen konnte das Swissair-Chartergeschäft nicht in die Gewinnzone geführt werden. 1995 wurde der Betrieb eingestellt. Die Kurzstrecken gingen an die Crossair über, die Langstrecken an die Swissair. 1997 wurde das Chartergeschäft wieder ausgelagert, und per 1. November 1997 flog die Balair-CTA als Tochtergesellschaft der Swissair.

### Die neue Balair Ende der 1990er-Jahre
Die Kombination aus Charter- und Linienverkehr bewährte sich dann aber doch nicht, und so wurde 1997 wieder eine Chartertochter der Swissair gegründet, welche unter dem alten Markennamen Balair auftrat. Exklusiv für die Reiseveranstalter Hotelplan und deren Tochtergesellschaften ESCO-Reisen und M-Travel wurden auf Mittel- und Kurzstrecken zwei Boeing 757-200 betrieben, deren Leasingnehmerin Hotelplan selber war. Zudem verfügte die Balair über zwei Boeing 767-300 für Langstrecken.
Auch die neue Balair geriet in den Strudel der Swissair-Krise nach deren Grounding. Am 5. Oktober 2001 landete der letzte Balair-Flug in Zürich. Während die Boeing 767 an die Leasinggeber zurückgingen, transferierte Hotelplan ihre eigenen Boeing 757 in die als Auffanggesellschaft gegründete Belair Airlines.

## Zwischenfälle

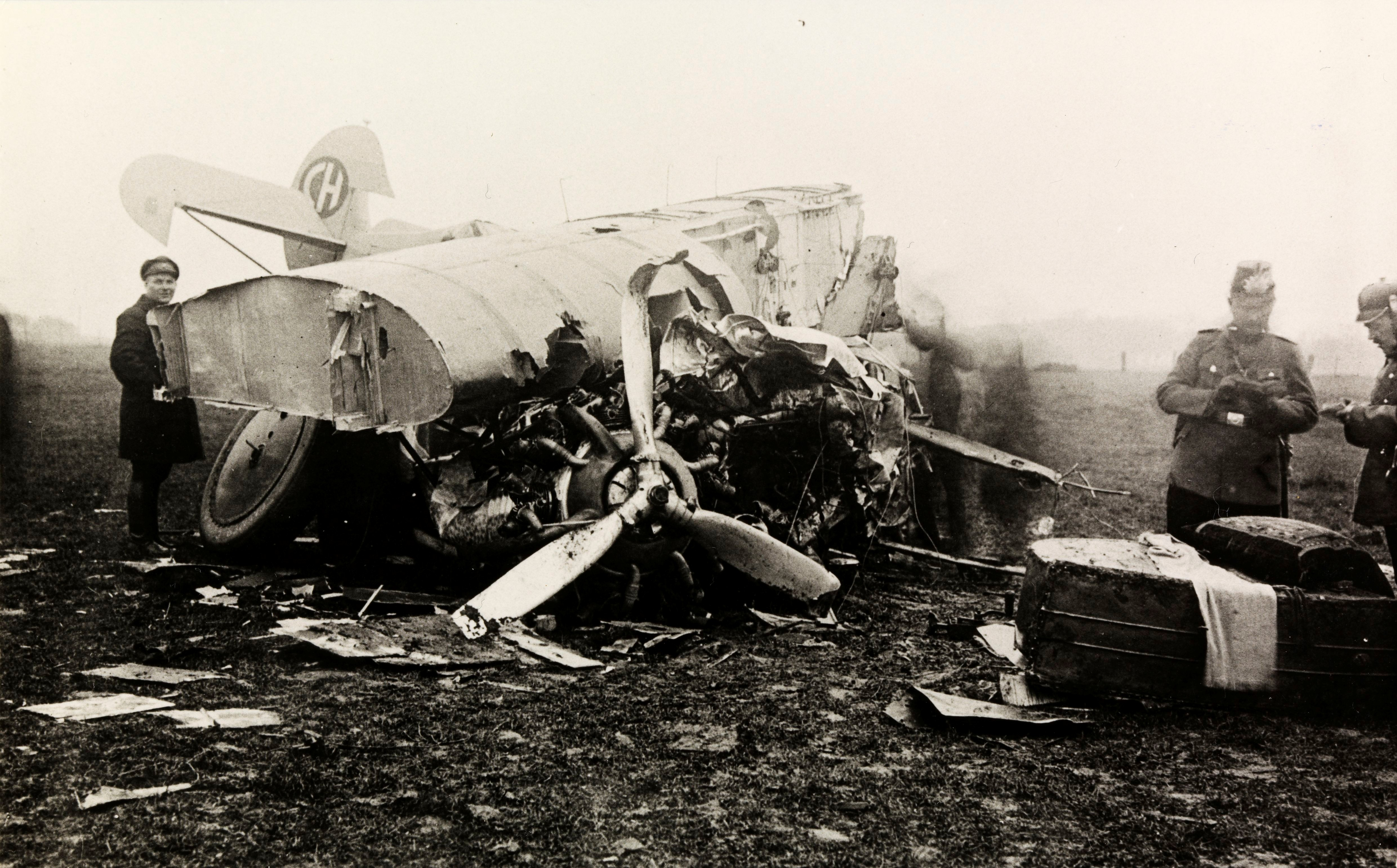
Balair Fokker FF.VIIb-3m nach dem Flugunfall am 30. Oktober 1930

- Im ersten Geschäftsjahr erlitt die am 10. April 1926 von der KLM übernommene Fokker F.III mit dem  Luftfahrzeugkennzeichen CH-156 in Nyon einen Totalschaden. Die im Jahr 1927 als Ersatz beschaffte Fokker F.VIIa steht heute im Verkehrshaus in Luzern.[1]

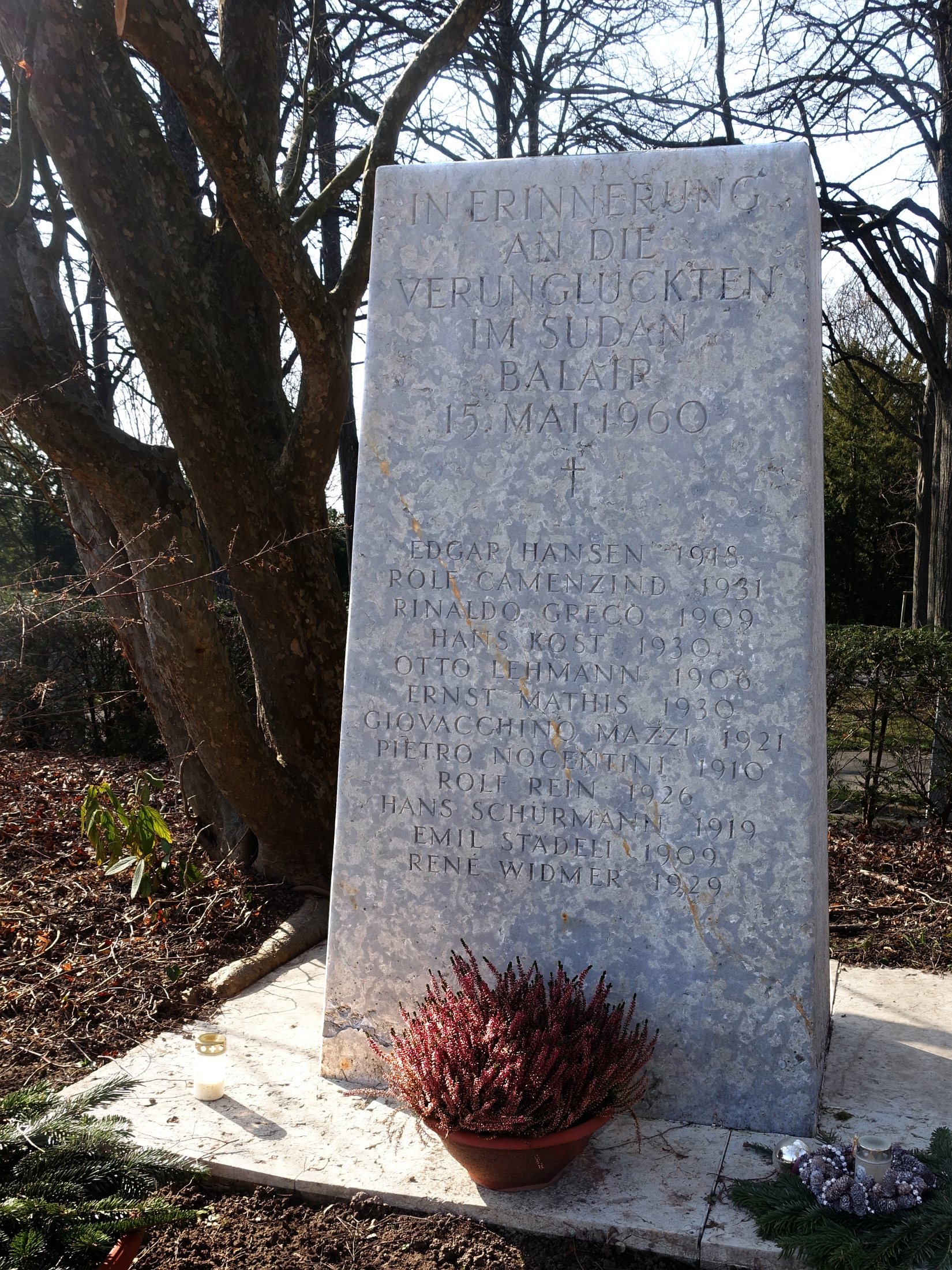
Gedenkstein an den Flugunfall 1960 im Sudan, auf dem Friedhof am Hörnli, Riehen

- Am 30. Oktober 1930 kam es bei einem Flug der Fokker F.VIIb-3m mit dem Luftfahrzeugkennzeichen CH-161 während der Suche nach dem Flugplatz Essen im Nebel zu einer Kollision mit einem Hochkamin.[1] Die ersten Unfallmeldungen hatten noch eine Kollision mit einem Baum angenommen. Das Flugzeug befand sich auf der Route Amsterdam–Frankfurt–Basel–Genf und hatte Amsterdam um 9:20h planmässig verlassen. Zwei holländische und ein Schweizer Passagier blieben unverletzt und setzten die Reise mit der Bahn fort. Pilot, Mechaniker und Funker wurden teils ernsthaft verletzt.[8]

- Am 15. Mai 1960 wurde in der Nähe von al-Faschir (Sudan) eine Douglas DC-4-1009 der Balair (HB-ILA) nach mehreren Navigationsfehlern gegen einen Berg geflogen. Die Maschine befand sich auf einem Positionierungsflug von Khartum nach Niamey. Bei diesem CFIT (Controlled flight into terrain) wurden alle 12 Menschen an Bord getötet.[9] Das Flugzeug war am 29. Mai 1959 von der Swissair übernommen worden.[10]

- Am 7. Mai 1969 stürzte eine Douglas DC-6A/C der Balair (HB-IBT) 11 Kilometer vor der verdunkelten Urwaldpiste Uli Airstrip (Biafra) ab. Das Flugzeug und mehr als 10 Tonnen Lebensmittel und Hilfsgüter verbrannten. Die Maschine kam als Hilfsflug im Auftrag des Internationalen Komitees vom Roten Kreuz (IKRK) aus Cotonou. Alle 4 Besatzungsmitglieder, die einzigen Insassen auf dem Frachtflug, kamen ums Leben.[11]